# 高兴镇站
高兴镇站位于江西省赣州市兴国县高兴镇，是京九铁路的一座火车站，等级为四等站，距北京西站1,768公里，距常平站547公里，本站及相邻上下行区间均为电气化区段。车站建于1996年。
高兴镇站为会让站，不办理客货运业务。